# Welver
Welver település Németországban, azon belül Észak-Rajna-Vesztfália tartományban. Lakosainak száma 11 976 fő (2023. december 31.). Welver Lippetal, Soest, Werl és Hamm községekkel határos.

## Népesség
A település népességének változása:
| Lakosok száma | 9941 | 12 048 | 12 009 | 11 940 | 11 752 | 11 966 | 11 976 |
|               | 1975 | 2014   | 2017   | 2019   | 2021   | 2022   | 2023   |